# Quítxua de Pacaraos
El quítxua de Pacaraos és una varietat del quítxua que va ser parlada en la comunitat de Pacaraos, a la vall del riu Chancay (a 3000 msnm en la província de Huaral, departament de Lima, Perú) fins a mitjan segle xx. Aquest quítxua va ser investigat per primera vegada en els anys 1970 pel lingüista neerlandès Willem F. H. Adelaar. Llavors, aquest quítxua era parlat sobretot per dones de 60 anys o més.
Una peculiaritat del quítxua de Pacaraos és que no pertany a cap branca principal de la família quítxua. A diferència d'altres variants quítxues, el seu accent és fonèmic i cau sobre l'última o la penúltima síl·laba. Com les varietats Waywash i al contrari dels Wampuy, distingeix entre vocals llargues i curtes.
La consonant uvular /q/ del protoquítxua és fricativa a Pacaraos: al final de la síl·laba i a costat de consonants sordes és fricativa sorda [χ], en cas contrari és sonora [ʁ]. A diferència d'altres lectos quítxua distingeix entre [r] (exemple: rapqan "tots dos") i [rr] (exemple: rraqak "noia"). Com en algunes varietats del quítxua d'Ancash, l'africada postalveolar /t͡ʃ/ original s'ha transformat en [s] (exemple: say "aquest") i /s/ a [h] (exemples: huti "nom", haćha "planta", rrahu "neu"). L'africada retroflexa /ʈ͡ʂ/ s'ha mantingut.
El vocabulari del quítxua de Pacaraos coincideix parcialment amb el quítxua meridional (exemple: kunan "ara"), i en part amb el waywash (exemple: yarku- "emergir", akshu, "papa"). A més hi ha molts préstecs del jacaru o altres llengües aimaranes (exemples achara "vell", uni- "odiar", wilka "sol"). Algunes paraules són conegudes exclusivament en el quítxua de Pacaraos, entre altres arapu- "contestar", chaqpa "roba", rapqa- "tots dos".
Comparteix també molts sufixos amb el Waywash, entre ells -ćhaw "en, sobre" i -piqta, -piq "de, des de". El sufix d'acusatiu -kta té una forma llarga -kta i forma curta -k, aquesta última amb accent final. El sufix negatiu -el seu (<-chu) té variant curta -s. El gerundi és expressat amb -shpa, com en les variants QII. La primera persona del verb i la forma possessiva del substantiu van ser expressades pel accent final i addició del sufix -i. Exemple: tarpuy "sembrar" (arrel: tarpu-) - tarpúy "sembro" (cf. en waywash tarpuu, en wampuy tarpuni) - tarpunki "sembres" - tarpun "sembra".